# (32594) Nathandeng
2001 QV141 (asteroide 32594) é um asteroide da cintura principal. Possui uma excentricidade de 0.01470350 e uma inclinação de 2.66070º.
Este asteroide foi descoberto no dia 24 de agosto de 2001 por LINEAR em Socorro.